# Palatul Administrativ din Satu Mare

Palatul Administrativ

Palatul Administrativ din Satu Mare este o clădire din municipiul Satu Mare, județul Satu Mare, România care adăpostește instituții administrative locale precum Primăria Satu Mare și Consiliul Județean. Palatul a fost proiectat de Nicolae Porumbescu cu ajutorul lui Ludovic Gyüre, în stilul arhitecturii brutaliste.

## Istoric
Clădirea a fost construită între anii 1972 și 1984 pentru a servi ca centru politic și administrativ al județului. Peste 1000 de muncitori au lucrat la ridicarea palatului.

## Aspect
Palatul Administrativ are 15 etaje și 97 de metri. Fiind una dintre cele mai înalte construcții din țară, de pe vârful acesteia poate fi văzut întreg orașul Satu Mare, precum și alte localități din județ până la granița cu Ungaria.